# Tašuľa
Tašuľa (in ungherese: Tasolya) è un comune della Slovacchia facente parte del Distretto di Sobrance, nella regione di Košice.